# Ischiopsopha chuai
Ischiopsopha chuai är en skalbaggsart som beskrevs av Rigout 1997. Ischiopsopha chuai ingår i släktet Ischiopsopha och familjen Cetoniidae. Inga underarter finns listade i Catalogue of Life.